# Fórmula molecular
La fórmula molecular es un tipo de fórmula química que expresa el número real de átomos que forman una molécula. Una fórmula molecular se compone de símbolos y subíndices numéricos; los símbolos corresponden a los elementos que forman el compuesto químico representado y los subíndices son la cantidad de átomos presentes de cada elemento en el compuesto. Así, por ejemplo, una molécula de ácido sulfúrico, descrita por la fórmula molecular H2SO4 posee dos átomos de hidrógeno, un átomo de azufre y cuatro átomos de oxígeno. El término se usa para diferenciar otras formas de representación de estructuras químicas, como la fórmula desarrollada o la fórmula esqueletal. La fórmula molecular se utiliza para la representación de los compuestos inorgánicos y en las ecuaciones químicas. También es útil en el cálculo de los pesos moleculares.
En un sentido estricto, varios compuestos iónicos, como el carbono o el cloruro de sodio o sal común no pueden ser representados por una fórmula molecular ya que no es posible distinguir átomos o moléculas independientes y por ello, solo es posible hablar de fórmula empírica. Ejemplo: NaCl es la fórmula mínima del cloruro de sodio, constituido por iones positivos (Na+) e iones negativos (Cl-) formando una red cristalina tridimensional.

## Compuestos comunes
| Fórmula molecular | Nombre            |
| ----------------- | ----------------- |
| Na2O              | óxido de sodio    |
| K2O               | óxido de potasio  |
| MgO               | óxido de magnesio |

| Fórmula molecular | Nombre                |
| ----------------- | --------------------- |
| NaOH              | hidróxido de sodio    |
| KOH               | hidróxido de potasio  |
| Ca(OH)2           | hidróxido de calcio   |
| Mg(OH)2           | hidróxido de magnesio |

| Fórmula molecular | Nombre               |
| ----------------- | -------------------- |
| N2O               | óxido nitroso        |
| NO2               | dióxido de nitrógeno |
| SO2               | dióxido de azufre    |
| SO3               | trióxido de azufre   |

| Fórmula molecular | Nombre            |
| ----------------- | ----------------- |
| HCl               | ácido clorhídrico |
| H3PO4             | ácido fosfórico   |
| H2SO3             | ácido sulfuroso   |
| H2SO4             | ácido sulfúrico   |

| Fórmula molecular | Nombre           |
| ----------------- | ---------------- |
| NaCl              | cloruro de sodio |
| Na2SO3            | sulfito de sodio |
| Na2SO4            | sulfato de sodio |

## Ejemplos de ecuaciones
H2SO4 + Na2CrO4  →  CrO3  +  Na2SO4  +  H2O
Reacción del ácido sulfúrico con el cromato de sodio.
SO3 + SCl2 → SOCl2 + SO2
Síntesis de cloruro de tionilo.
Ca(OH)2 (aq) + Na2CO3 (aq) → 2 NaOH (aq) + CaCO3 (s)
Reacción de doble sustitución.

## Química orgánica
Existen una gran variedad de compuestos orgánicos que se componen fundamentalmente de cadenas carbonadas de átomos de carbono (C) que sirven de esqueleto donde se unen o enlazan átomos de hidrógeno (H), aunque también pueden contener átomos de oxígeno (O) y nitrógeno (N), y en menor medida, de fósforo (P), halógenos (F, Cl, Br o I) y azufre (S). Debido a la existencia de isómeros muchos compuestos orgánicos con diferentes estructuras químicas poseen la misma fórmula molecular, por ejemplo la fórmula molecular C9H20 representa a 35 compuestos, aunque sólo 10 de ellos han sido encontrados y se conocen algunas de sus propiedades:
- n-nonano
- 2-metiloctano; 3-metiloctano y 4-metiloctano.
- 3-etilheptano y 4-etilheptano.
- 2,2-dimetilheptano; 2,3-dimetilheptano; 2,4-dimetilheptano; 2,5-dimetilheptano; 2,6-dimetilheptano.
- 3,3-dimetilheptano; 3,4-dimetilheptano; 3,5-dimetilheptano.
- 4,4-dimetilheptano.
- 3-etil-2-metilhexano y 3-etil-3-metilhexano.
- 4-etil-2-metilhexano y 4-etil-3-metilhexano.
- 2,2,3-trimetilhexano; 2,2,4-trimetilhexano; 2,2,5-trimetilhexano.
- 2,3,3-trimetilhexano, 2,3,4-trimetilhexano y 2,3,5-trimetilhexano.
- 2,4,4-trimetilhexano y 3,3,4-trimetilhexano.
- 3,3-dietilpentano.
- 2,2,3,3-tetrametilpentano, 2,2,4,4-tetrametilpentano.
- 2,2,3,4-tetrametilpentano, 2,3,3,4-tetrametilpentano.
- 3-etil-2,2-dimetilpentano, 3-etil-2,3-dimetilpentano y 3-etil-2,4-dimetilpentano.
- 7-etil-3,4-dimetiloctano.